# Текамачалько
Текамачалько (исп. Tecamachalco) — муниципалитет в Мексике, входит в штат Пуэбла. Население — 60 000 человек.